# 高橋太郎 (言語学者)
高橋 太郎（たかはし たろう、1927年5月15日 - 2006年11月20日）は、日本の言語学者、日本語学者。

## 略歴
京都府京都市下京区の生まれ。1952年京都大学文学部哲学科心理学専攻卒業。国立国語研究所名誉所員。学位は博士（文学）。
1988年に国立国語研究所を定年退職。
長女は翻訳家の高橋さきの。次男は映像作家の高橋洋平。

## 業績
国立国語研究所を退職後も麗沢大学、立正大学、関西外国語大学などで学生の教育にも力を注ぎ、多くの研究者を育てた。
奥田靖雄・鈴木重幸らの言語学研究会の主要メンバーの一人であり、教育科学研究会・国語部会その他の民間教育研究団体や、日本教職員組合・全日本教職員組合の教育研究全国集会等でも、講師などとして国語教育（主として文法を体系的に教える言語教育）に関する指導・助言を行った。

## 人物
大学時代は矢田部達郎に師事したが、矢田部からは入学早々に「君は入るところを間違えた。学問は対象に規定されるのだから、心理学よりも言語学や国語学の講義を聴いて、きちんと勉強しなさい」と言われた。
いわゆる熱血漢で、毎週開かれる研究部会議の席上で机を叩きながら激しい口調で鋭い質問や提言をしたり、学会でも発表者に鋭い質問を浴びせたりしたが、多くは本質に関係することであり、研究内容の実証性を問うものであった。
「研究は全て研究室で行うもので、家は食事をし、寝るところである」と考えており、朝早くから夜遅くまで研究所に滞在して仕事を進めた。学問に対する姿勢は実例主義を貫いており、研究室には小説などの文庫本をコピーしたカードを大量に保管するなど、来る日も来る日もデータと向かい合っていた。議論するときは、単なる観念論のようなものではなく、「そういう例は島崎藤村の『破戒』に出てくる」といった調子で、様々な多くの具体例を取り上げていた。
「弟子が師匠の技を盗むのは当然のことだが、師匠が弟子の研究を自分のものとすることは許されない」と考えていた。自身の古稀記念論集に寄せた論考には、自分の孫にあたるような教え子たちの論文を幾つも引用している。

## 著書

### 単著
- 『幼児語の形態論的な分析―動詞・形容詞・述語名詞』（秀英出版、1975年）
- 『現代日本語動詞のアスペクトとテンス』（秀英出版、1985年、ISBN 978-4-477-00695-6）[注 1]
- 『動詞の研究　動詞の動詞らしさの発展と消失』（むぎ書房、1994年、ISBN 4-8384-0109-4）
- 『動詞九章』（ひつじ書房、2003年、ISBN 978-4-89476-213-8）

### 共著書
- 『受験綜合国語』（広浜文雄・吉沢典男との共著、布井書房・螢光社、1955）
- 『広告の文章』（久保田宣伝研究所編、遠藤健一・久保田孝・黒須田伸次郎・野元菊雄・吉沢典男との共著、ダヴィッド社、1959年）
- 『戦後の国民各層の文字生活』（国立国語研究所編、永野賢・渡辺友左との共著、国立国語研究所、1966年）
- 『幼年教育講座４　日本語の教育』（芸術教育研究所編、黎明書房、1970年）
- 『日本語動詞のアスペクト』（金田一春彦編、金田一春彦・鈴木重幸・藤井正・吉川武時との共著、むぎ書房、1976年、ISBN 4-8384-0104-3）
- 『入門期の国語教室』（本間繁輝・古藤洋太郎・依田逸夫との共著、日本書籍、1982年）
- 『日本語の文法』（金子尚一・金田章宏・斎美智子・鈴木泰・須田淳一・松本泰丈との共著、ひつじ書房、2005年、ISBN 978-4-89476-244-2）